# بيتر ايمانويل فالك
بيتر ايمانويل فالك (بالسويدية: Peter Emanuel Falck)‏ هو كاتب سيناريو سويدي، ولد في 15 يوليو 1952 في ستوكهولم في السويد.

## وصلات خارجية
- بيتر ايمانويل فالك على موقع IMDb (الإنجليزية)
- بيتر ايمانويل فالك على موقع قاعدة بيانات الفيلم (الإنجليزية)